# Квантовый дискорд
Квантовый дискорд — в квантовой теории информации является мерой неклассических корреляций между подсистемами квантовой системы. Дискорд определяет величину полных чисто квантовых корреляций, не обязательно включающих в себя квантовую запутанность.
Понятие квантового дискорда ввели независимо две группами исследователей: Г. Оливье и В. Зурек, Л.Хендерсон и В.Ведрал.
Если рассматривать двухсоставную систему, состоящую из подсистем A и B,
то полные корреляции, равные взаимной информации, определяются как
{\displaystyle I(\rho _{AB})=S(\rho _{A})+S(\rho _{B})-S(\rho _{AB})}
где {\displaystyle \rho _{A}} и {\displaystyle \rho _{B}} — матрицы плотности подсистем A и B , а :{\displaystyle \rho _{AB}} — общая матрица плотности системы.
Классические корреляции системы определяются как
{\displaystyle C(\rho _{AB}=S(\rho _{A})+S(\rho _{B})-S(\rho _{AB})}
где квантовая условная энтропия
{\displaystyle S(\rho _{B|A})=\min \limits _{\{\Pi _{i}^{A}\}}S(\rho _{B|\{\Pi _{i}^{A}\}})=\min \limits _{\{\Pi _{i}^{A}\}}\sum _{i}{p_{i}S((\rho _{B|i}})}
	Вероятность возможного исхода  i равна {\displaystyle p_{i}=Tr_{AB}[(\Pi _{i}^{A}\otimes I_{B})\cdot \rho _{AB}\cdot (\Pi _{i}^{A}\otimes I_{B})]}, а состояние системы после измерения, проведенного на подсистеме B , равно {\displaystyle \rho _{B|i}={\frac {1}{p_{i}}}Tr_{AB}[(\Pi _{i}^{A}\otimes I_{B})\cdot \rho _{AB}\cdot (\Pi _{i}^{A}\otimes I_{B})]}  , где I  - единичный оператор в  гильбертовом пространстве{\displaystyle H_{R}}.
Квантовый дискорд, определяющий квантовые корреляции состояния, является разностью взаимной информации и классических корреляций:
{\displaystyle D(B:A)=I(\rho _{AB})-C(\rho _{AB})}.
Для двухсоставной системы, в которой производятся проективные измерения, квантовый дискорд представляется следующим образом:
{\displaystyle D(B:A)=\min \limits _{\Pi _{i}^{B}}\sum _{i}{p_{i}S(\rho _{B|i})-S(B|A)}},
где {\displaystyle S(B|A)=S(\rho _{AB})-S(\rho _{A})} — энтропия подсистемы B при условии, что известно состояние подсистемы A.